# Capitole de l'État du Massachusetts
Le Capitole de l'État du Massachusetts, située dans la ville de Boston aux États-Unis, est le siège du gouvernement fédéré de l'État du Massachusetts. Le bâtiment se trouve dans le quartier de Beacon Hill et abrite les services du gouverneur et de la Cour générale du Massachusetts, le parlement de l'État, composé de deux chambres: le Sénat et la Chambre des représentants. Le bâtiment fut dessiné par l'architecte bostonien Charles Bulfinch afin de remplacer la Old State House. Sa construction fut achevée le 11 janvier 1798. Il fut plusieurs fois agrandi et réaménagé par la suite. Son architecture se distingue par l'utilisation de la brique et par un dôme doré. Il est considéré comme un représentant caractéristique du style fédéral et il est inscrit comme National Historic Landmark pour son importance architecturale. L'édifice fut rénové en 2001 et 2002.

## Description
Les bâtiments couvrent une superficie de 27 000 m2 et se trouvent sur le haut d'une des trois collines de Boston. Devant le bâtiment se trouve une statue équestre du général Joseph Hooker, qui commanda un temps les armées de l'Union lors de la guerre de Sécession et était originaire du Massachusetts. 

## Dôme
Son dôme a subi plusieurs modifications au cours du temps originairement en bois. Il fut successivement recouvert de cuivre par Paul Revere et de feuilles d'or en 1874. Lors de la Seconde Guerre mondiale, afin de le rendre plus discret, il a été peint en gris. En 1997, il retrouve sa couleur dorée.